# Moses Alexander
Moses Alexander (* 13. November 1853 in Obrigheim, Königreich Bayern; † 4. Januar 1932 in Boise, Idaho) war ein deutschamerikanischer Politiker und von 1915 bis 1919 Gouverneur des Bundesstaates Idaho.

## Frühe Jahre und Aufstieg
Moses Alexander kam im Jahr 1867 in die Vereinigten Staaten. Er ließ sich zunächst in New York nieder, zog aber ein Jahr später bereits auf Einladung eines Cousins nach Chillicothe in Missouri. Dort arbeitete er in einem Bekleidungsgeschäft, zu dessen Teilhaber er bald werden sollte. Alexander wurde Mitglied der Demokratischen Partei. In dieser Partei gehörte er dem progressiven Flügel an. Im Jahr 1886 wurde er Mitglied im Stadtrat von Chillicothe und von 1887 bis 1890 war er Bürgermeister dieser Stadt. Im Jahr 1891 zog Moses Alexander nach Boise in Idaho. Dort eröffnete er ein eigenes Bekleidungsgeschäft. Er war in dieser Branche so erfolgreich, dass er bald in drei Bundesstaaten Filialen eröffnen konnte.
Auch in seiner neuen Heimat wurde Alexander politisch aktiv. Zwischen 1897 und 1899 und nochmals von 1901 bis 1903 war er Bürgermeister von Boise. In dieser Zeit wurde die Freiwillige Feuerwehr der Stadt in eine Berufsfeuerwehr umgewandelt. Außerdem wurden Gesetze gegen das Glücksspiel erlassen. Im Jahr 1908 bewarb er sich erfolglos für das Amt des Gouverneurs: Er unterlag dem Republikaner James H. Brady mit 42:50 Prozent der Stimmen.

## Gouverneur von Idaho
1914 schaffte er dann durch den Wahlsieg über John M. Haines den Sprung in das höchste Amt seines Staates. Nach einer Wiederwahl im Jahr 1916 konnte Moses Alexander zwischen dem 4. Januar 1915 und dem 6. Januar 1919 als Gouverneur von Idaho amtieren; damit war er der erste gewählte jüdische Gouverneur eines US-Bundesstaates. In dieser Zeit wurde ein neues Fernstraßenkonzept entwickelt (Highway System) und ein striktes Prohibitionsgesetz eingeführt. Der Verwaltungsapparat wurde reformiert und die Landwirtschaft gefördert. Damals entstand auch ein Gesetz zur Versicherung gegen Arbeitsunfälle. Ebenfalls in Alexanders Amtszeit entstanden acht neue Countys in Idaho. Der Gouverneur setzte eine Steuersenkung durch und unterstützte die Forderungen nach dem Frauenwahlrecht auf Bundesebene. Der zweite Teil seiner Amtszeit war von den Ereignissen des Ersten Weltkriegs überschattet, zu dem Idaho und sein Gouverneur auch ihren Teil beitragen mussten. Gouverneur Alexander unterstützte die Kriegsanstrengungen der Bundesregierung unter Präsident Woodrow Wilson.

## Weiterer Lebenslauf
Auch nach seiner Gouverneurszeit blieb Alexander politisch aktiv. In den Jahren 1920, 1924 und 1928 besuchte er die Democratic National Conventions. Im Jahr 1922 kandidierte er erfolglos nochmals für das Amt des Gouverneurs von Idaho. Moses Alexander starb im Januar 1932 und wurde in Boise beigesetzt. Er war mit Hedwig Kaestner verheiratet, mit der er vier Kinder hatte.